# سيباستيانو سيرليو
كان سيباستيانو سيرليو (بولونيا ، 6 سبتمبر 1475 - فونتينبلو ، 1554) معماريًا ومنظرًا إيطاليًا.

تدين شهرته إلى أطروحة الكتب السبعة للهندسة المعمارية التي انتشرت على نطاق واسع مما ساعد على نشر اللغة الكلاسيكية والاتجاهات الجديدة في جميع أنحاء أوروبا.
على المستوى النظري، كان يعتقد بأن دراسة فيتروفيوس يجب مقارنتها بفحص المباني الرومانية التي لا تزال قائمة، ولكن بعد ذلك كان يجرب دون شروط وقواعد صارمة، وبذلك كان أعظم وسيط ثقافي في جميع أنحاء أوروبا للتجربة الفنية للبرامانتي ورافائيل وبيروتسي.